# Нижний Воч
 Нижний Воч  — село в Усть-Куломском районе Республики Коми, административный центр сельского поселения Нижний Воч.

## География
Расположено на левой стороне реки Воч на расстоянии примерно 57 км по прямой от районного центра села Усть-Кулом на юг-юго-восток.

## История
Известно с 1747 года, в 1782 году здесь (деревня Большая Вочевская) дворов 33 и жителей 229. С 1892 года село (в связи с открытием церковно-приходской школы), где 1150 жителей. С 1916 года село Нижне-Вочевское с 126 дворами и 578 жителями, в 1926 152 и 737 соответственно. В 1970 году проживало 1143 человека, в 1980 556, в 1995 году 585. С 1956 по 1968 годы село называлось Нижняя Вочь.

## Население
Постоянное население составляло 541 человек (коми 98 %) в 2002 году, 422 в 2010.